# Tzuki
Tzuki (31 de diciembre de 1973) es un luchador profesional enano mexicano. Tzuki es conocido por su trabajo en varias empresas de México, entre las que se encuentra Asistencia Asesoría y Administración y Consejo Mundial de Lucha Libre.

## Carrera

### Toryumon (2001-2002)
Tzuki comenzó a aparecer en Toryumon 2000 Project, una promoción de puroresu afincada en México, en 2001, con el gimmick de Venezia. Vestido con un disfraz de mono, Venezia era el (kayfabe) chimpancé mascota de Masato Yoshino, a quien acompañaba al ring para ayudarle ocasionalmente en sus combates. A pesar de su pequeño tamaño, Venezia se denotó un luchador tremendamente ágil, llegando incluso a ganar combates en solitario contra Stalker Ichikawa. Después de que Yoshino se uniese al grupo Italian Connection, dirigido por Milano Collection A.T., y cambiase su nombre a YOSSINO, Venezia le siguió en su entrada en el grupo, aunque no llegó a luchar en combates por equipos. También apareció en Toryumon Japan, una marca con base en Japón en la que Italian Connection hizo incursiones.
En diciembre de 2002, después de un combate de Venezia contra Ichikawa, un personaje llamado El King Kong se presentó ante Venezia y se reveló como su homólogo en Crazy MAX, un grupo enemigo de Italian Connection con el que YOSSINO y sus compañeros tenían estipulado enfrentarse esa noche. King Kong, quien se trataba de un enorme mono, trajo con él un espejo en el que el Venezia pudo observar su propia naturaleza simiesca, haciéndole comprender que su lugar estaba en la jungla y no en Toryumon. Tras consolarle, King Kong acompañó a Venezia a la salida, permitiéndole despedirse en lo que sería su última aparición. Sin embargo, la misma noche se descubrió que en realidad Venezia había sido secuestrado por Crazy MAX para impedir su intervención en el combate.
Tras el incidente, Tzuki fue encontrado en el zoológico de Ueno y siguió acompañando a YOSSINO y al grupo durante el resto de 2003, antes de que K-ness ganase su propiedad en un combate contra YOSSINO y Don Fujii. K-ness se dedicaría a burlarse de Venezia, obligándole a bailar la danza de entrada de Magnum TOKYO y maltratándolo con frecuencia. A finales de año, Venezia fue liberado de su contrato por Toryumon.

### Dragondoor (2005-2006)
En 2006, Tzuki fue contratado por Dragondoor, empresa creada por luchadores descontentos con Dragon Gate, el nuevo nombre de Toryumon Japan después de su ruptura del sistema de Último Dragón. En la promoción, Venezia se reencontró con multitud de sus compañeros de Toryumon 2000 Project, presentándose como la mascota del grupo face liderado por Taiji Ishimori. Venezia acompañó al grupo, compuesto por Ishimori, Kota Ibushi, Little Dragon & Milanito Collection a.t., durante su feudo con Aagan Iisou (Shuji Kondo, YASSHI, Takuya Sugawara, Toru Owashi & Shogo Takagi). En uno de los combates, YASSHI -quien tenía que enfrentarse con Milanito- trajo consigo un mono similar a Venezia llamado Genova, produciendo una lucha entre ambas mascotas que le permitió ganar el combate. Debido a la corta duración de Dragondoor, Venezia fue liberado de su contrato a principios de 2006.

## En lucha
- Movimientos finales
  - Electric chair headscissors hurricanrana[4]
  - Springboard corkscrew moonsault

- Movimientos de firma
  - Diving corkscrew plancha
  - Diving dropkick
  - Hurricanrana, a veces desde una posición elevada[3]
  - Second rope springboard moonsault, a veces hacia fuera del ring
  - Suicide somersault senton

- Luchadores dirigidos
  - Rey Mysterio, Jr.
  - Masato Yoshino
  - Italian Connection (Milano Collection A.T., YASSINI, YOSSINO, Condotti Shuji, Pescatore Yagi & Berlinetta Boxer)
  - K-ness
  - Taiji Ishimori, Kota Ibushi, Little Dragon & Milanito Collection a.t.
  - Último Dragón

## Campeonatos y logros
- Asistencia Asesoría y Administración
  - Mexican National Mini-Estrella Championship (1 vez)